# حسگر حرکتی

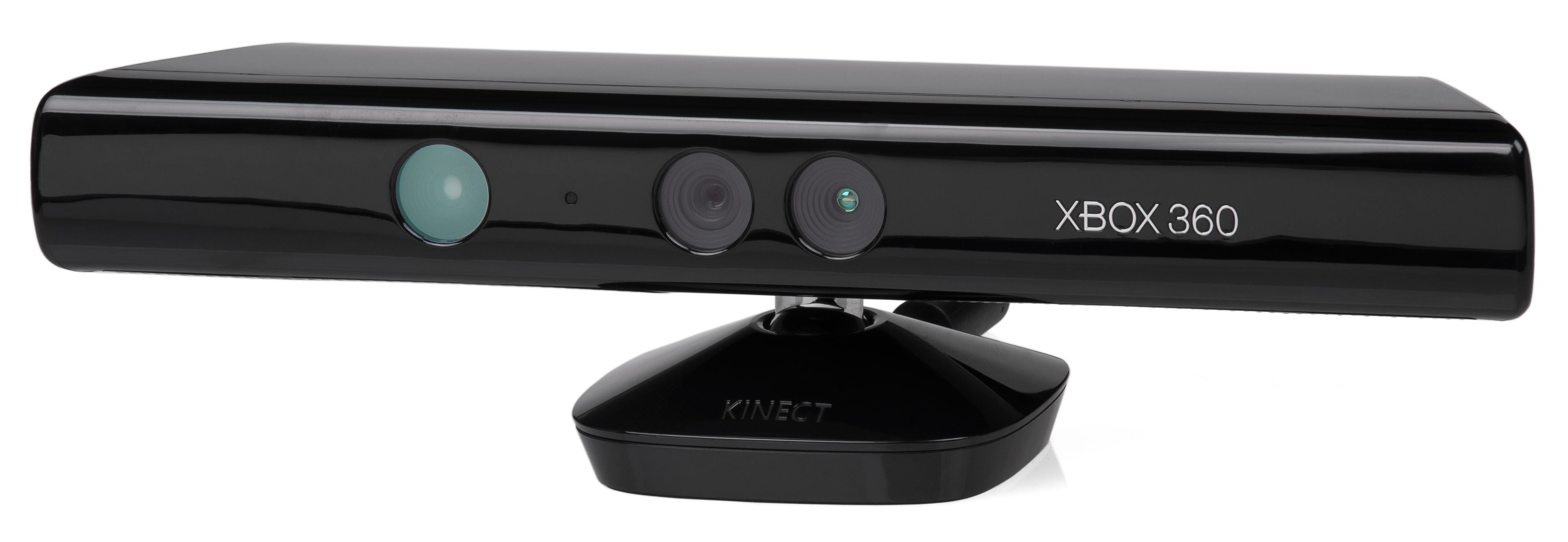
ابزار کینکت ایکس باکس 360 برای تشخیص حرکت کاربر

حسگر حرکتی (انگلیسی: Motion detection) فرایند حرکت و تشخیص تغییر موقعیت یک شیء نسبت به محیطی است که در آن قرار گرفته‌است. تشخیص حرکت را می‌توان به کمک روش‌های مکانیکی/ماشینی یا الکترونیکی انجام داد.